# Chinapapier

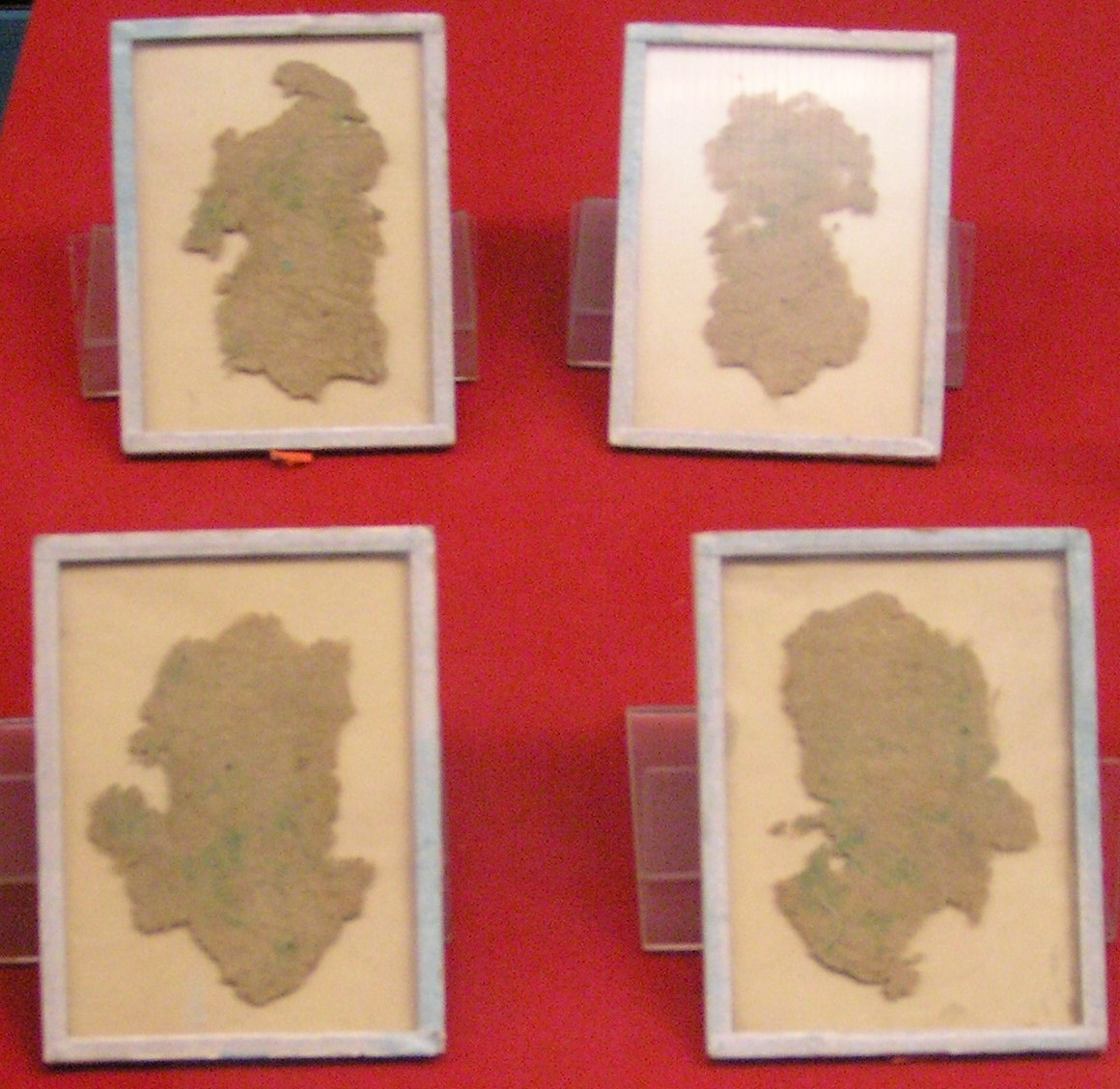
Baqiao Papier

Chinapapier (chinesisch 中國紙 / 中国纸, Pinyin zhōngguózhǐ) ist ein besonders weiches, saugfähiges, meistens leicht gelbliches Papier, das hauptsächlich für Kupferstiche, insbesondere für Radierungen verwendet wird.
Das für die Tuschmalerei verwendete Papier heißt in China Xuan-Papier, wichtig ist seine Saugfähigkeit, die eine genaue Pinselführung und äußerste Konzentration beim Arbeiten verlangt. Die besten Qualitäten haben ein sehr geringes Gewicht von unter 50 g/m2, es gibt sie in großen Bögen bis ca. 200 cm × 600 cm. 
Chinapapier spielt u. a. eine große Rolle bei der Restaurierung von Büchern und Dokumenten. Es wird oft irrtümlich als Reispapier bezeichnet.

## Geschichte
Das eigentliche chinesische Papier bestand aus dem Bast des Papiermaulbeerbaums sowie Ramie, Hanf, Reis-, Weizenstroh, sowie auch Bambus (Süßgrasarten) und Hadern, beigemischt wurde auch Flachs, Jute Corchorus capsularis, Rattan und Schilfrohr, sowie Algen (Seaweed, Seagrass). In einer speziellen Periode wurde auch aus Mandeleibisch Hibiscus mutabilis gekochte Rinde und Blütenextrakt das Xue-Tao Papier hergestellt. Für Xuan-Papier wird das Mark von Pteroceltis tatarinowii verwendet. 

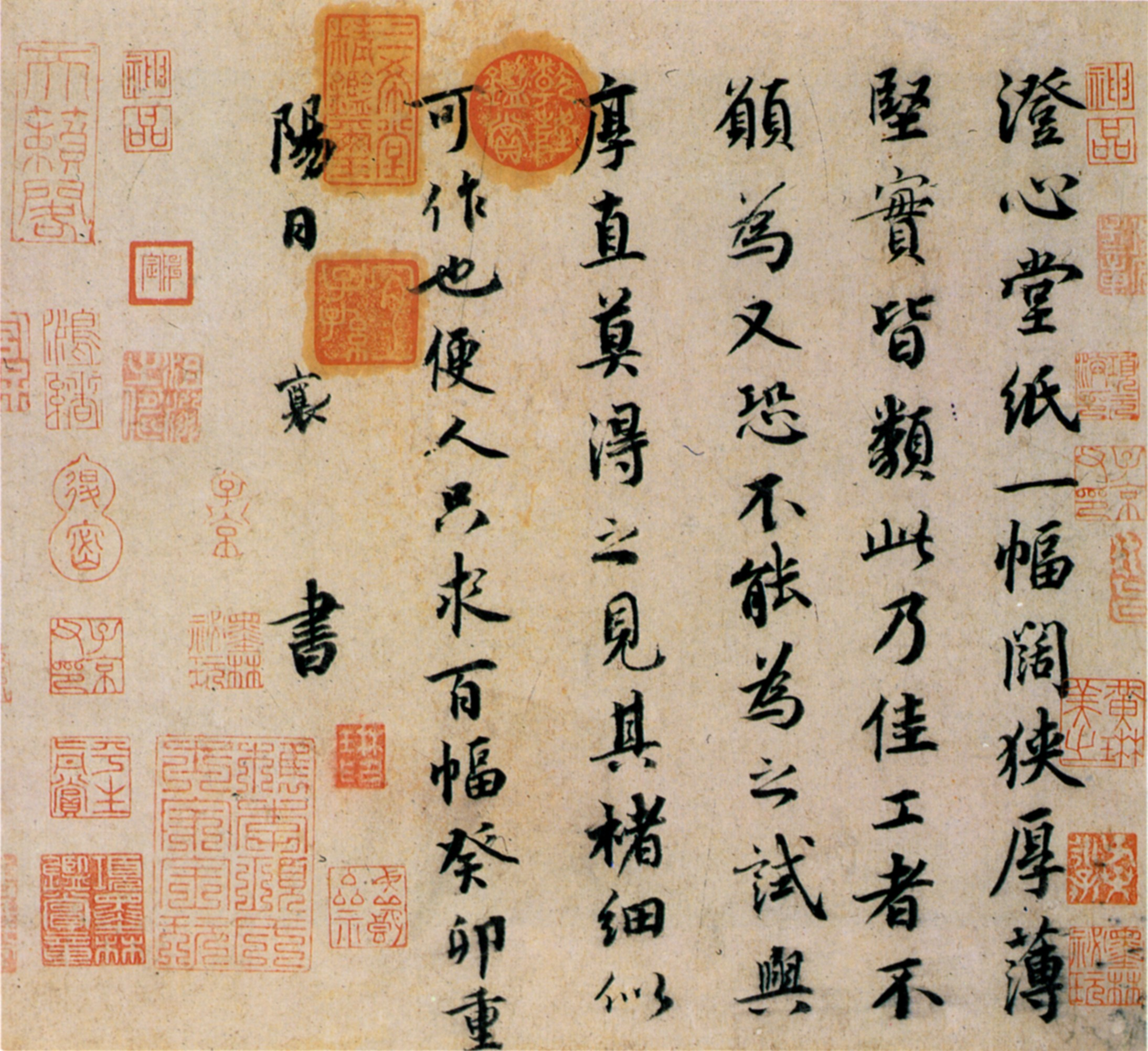
Brief auf Cheng Xin Tang Papier von Cai Xiang

In den versch. chinesischen Kaiser-Dynastien wechselte die bevorzugte Zusammensetzung mit der Zeit.
Chinapapier hat in Europa keine große Bedeutung erlangt.
Siehe auch: Geschichte des Papiers
Das Baqiao Papier, entdeckt im August 1957 in einem alten Grab bei einem Vorort von Xi’an, ist das älteste Faserpapier der Welt. Es ist ein Pflanzenfaserpapier, das hauptsächlich aus Hanf- und Ramiefasern besteht, es stammt etwa aus der Zeit 140–87 v. Chr.
Historisch sind viele Chinapapier-Arten bekannt, z. B. aus der Tang-Zeit: Chengxintang-Papier (Clear Heart House Paper), es wurde für den kaiserlichen Gebrauch hergestellt. Die Oberfläche ist poliert und gewachst, dieses Papier wurde noch unter den Song hergestellt, Shuiwen (Yahua)-Papier mit Wasserzeichen, Xue-Tao-Papier, ein rot gefärbtes Papier, es wurde von der Dichterin Xue Tao erfunden. Aus der Song-Zeit: Xiegong-Papier (10 Colorous Paper), Jinsu-Papier (Golden Grain Paper), steifes, gelbes Papier, es wurde nach dem Jinsu Kloster in Haiyan (Jiangsu) benannt.